# Tomorrow Never Dies (soundtrack)
Tomorrow Never Dies is de originele soundtrack van de achttiende James Bond-film van EON Productions uit 1997 met dezelfde naam. Het album werd uitgebracht in 1997 door A&M Records.
De originele filmmuziek werd gecomponeerd door David Arnold, die kort daarvoor ook al een James Bondfilm-coveralbum produceerde met de albumtitel Shaken and Strirred: The David Arnold James Bond Project. Op de soundrackalbum Tomorrow Never Dies staan ook een aantal nummers op uitgevoerd door andere artiesten waarvan de titelsong "Tomorrow Never Dies" van Sheryl Crow, die Crow samen met Mitchell Froom schreef, "Backseat Driver" die Arnold samen met Alex Gifford maakte, "Surrender" van k.d. lang, met muziek van Arnold en David McAlmont en teksten van Don Black en de "James Bond Theme" in de nieuwe versie van Moby. Met dit album is Arnold de achtste componist die filmmuziek schreef voor officiële James Bondfilm. Ruim twee jaar later verscheen er nog een soundtrackalbum waar alleen de filmmuziek van Arnold is uitgebracht, inclusief een interview.

## Nummers
| Nr. | Titel                                         | Duur |
| --- | --------------------------------------------- | ---- |
| 1   | Tomorrow Never Dies – Sheryl Crow             | 4:17 |
| 2   | White Knight                                  | 8:30 |
| 3   | The Sinking of the Devonshire                 | 7:07 |
| 4   | Company Car                                   | 3:03 |
| 5   | Station Break                                 | 3:30 |
| 6   | Paris and Bond                                | 1:55 |
| 7   | The Last Goodbye                              | 1:34 |
| 8   | Hamburg Break In                              | 2:52 |
| 9   | Hamburg Break Out                             | 1:26 |
| 10  | Doctor Kaufman                                | 2:26 |
| 11  | *-3-Send                                      | 1:17 |
| 12  | Underwater Discovery                          | 3:37 |
| 13  | Backseat Driver – David Arnold & Alex Gifford | 3:37 |
| 14  | Surrender – k.d. lang                         | 3:56 |
| 15  | James Bond Theme – Moby                       | 3:12 |

Limited Edition CD uit 2000
| Nr. | Titel                            | Duur  |
| --- | -------------------------------- | ----- |
| 1   | White Knight                     | 8:29  |
| 2   | The Sinking of the Devonshire    | 7:06  |
| 3   | Company Car                      | 3:07  |
| 4   | Paris & Bond                     | 1:55  |
| 5   | The Last Goodbye                 | 1:33  |
| 6   | Hamburg Break In                 | 2:53  |
| 7   | Hamburg Break Out                | 1:24  |
| 8   | Doctor Kaufman                   | 2:27  |
| 9   | *-3-Send                         | 1:15  |
| 10  | Back Seat Driver                 | 4:34  |
| 11  | Underwater Discovery             | 3:36  |
| 12  | Helicopter Ride                  | 1:34  |
| 13  | Bike Chase                       | 6:44  |
| 14  | Bike Shop Fight                  | 2:42  |
| 15  | Kowloon Bay                      | 2:27  |
| 16  | Boarding the Stealth             | 4:38  |
| 17  | A Tricky Spot for 007            | 2:48  |
| 18  | All In a Day's Work              | 5:09  |
| 19  | Exclusive David Arnold Interview | 11:02 |

## Hitnoteringen
Tomorrow Never Dies – Sheryl Crow
| Jaar | Hitlijst                 | Hoogste positie |
| ---- | ------------------------ | --------------- |
| 1997 | Tipparade                | 13              |
| 1997 | Mega Top 100             | 43              |
| 1997 | Ultratop 50 (Vlaanderen) | 36              |

James Bond Theme – Moby
| Jaar | Hitlijst                 | Hoogste positie |
| ---- | ------------------------ | --------------- |
| 1997 | Nederlandse Top 40       | 27              |
| 1998 | Ultratop 50 (Vlaanderen) | 44              |

Tomorrow Never Dies (soundtrack) – David Arnold
| Jaar | Hitlijst      | Hoogste positie |
| ---- | ------------- | --------------- |
| 1998 | Billboard 200 | 197             |